# Joachim Faber (Manager)
Joachim Faber (* 10. Mai 1950 in Gießen) ist ein deutscher Manager und ehemaliger Vorsitzender des Vorstandes der Allianz Asset Management. Von 2012 bis 2020 war er Aufsichtsratsvorsitzender der Deutschen Börse
Er ist seit Januar 2020 Vorsitzender des Aufsichtsrats der HQ Holding (Bad Homburg) und seit Dezember 2019 Vorsitzender des Stiftungsrats der Stiftung Deutsche Krebshilfe, dem Aufsichtsgremium der von Mildred Scheel gegründeten Organisation zur Bekämpfung der Volkskrankheit Krebs. Er gehört diesem Gremiem schon seit 2005 an.

## Leben
Joachim Faber studierte Rechtswissenschaften an der Rheinischen Friedrich-Wilhelms-Universität Bonn. Im Wintersemester 1972/73 wurde er Mitglied der Bonner Burschenschaft Frankonia. Anschließend promovierte er zum Dr. rer. publ. an der Hochschule für Verwaltungswissenschaft in Speyer mit einem Forschungsaufenthalt an der Sorbonne in Paris. Von 1984 bis 1997 war er in verschiedenen Positionen bei der Citicorp in Frankfurt am Main und London tätig, seit 1994 leitete er das Kapitalmarktgeschäft der Citicorp in Europa, Nordamerika und Japan. Nach seinem Wechsel zur Allianz im Jahr 1997 war er zunächst Finanzvorstand der Allianz Versicherungs-AG. Im Jahr 2000 übernahm er den Vorstandsvorsitz der Allianz Asset Management AG und rückte in den Konzernvorstand der Allianz SE auf. Er wurde 2009 Mitglied des Aufsichtsrats der Deutschen Börse. Von 2012 bis 2020 war er als Nachfolger von Manfred Gentz Aufsichtsratsvorsitzender.
Unter seiner Leitung wuchs das betreute Vermögen des im Jahr 1998 gegründeten Bereichs Allianz Asset Management von 23 Milliarden Euro auf rund 1.500 Milliarden Euro Ende 2010.
Zum Jahresende 2010 war Allianz Global Investors damit nach BlackRock mit 2.654 Milliarden Euro und vor State Street mit 1.491 Milliarden Euro der zweitgrößte Vermögensverwalter der Welt. Mit 2,1 Milliarden Euro trug der Bereich knapp ein Viertel zum operativen Ergebnis der Allianz SE bei. Grund für das starke Wachstum waren die Zukäufe des amerikanischen Rentenfondsmanagers PIMCO sowie von Rosenberg Capital Management (RCM), einem der größten Aktienmanager der Welt. Der Kauf von PIMCO wurde Ende 1999 von Analysten und Pressevertretern sehr kritisch gesehen, weil in dieser Zeit die Aktienmärkte Rekordmarken erreichten und mit 3,3 Milliarden US-Dollar für den Rentenfondsmanager der zweithöchste Preis geboten wurde, der jemals für die Übernahme eines Investmenthauses gezahlt worden ist.

## Internationale und nationale Aufgaben
Joachim Faber ist mit zahlreichen nationalen und internationalen Aufgaben befasst. Er ist seit 2019 Mitglied des Boards von Investcorp Holdings (Bahrain) und des Advisory Board der Paramount Holdings (New York). Unter anderem war er von 2011 bis 2020 Chairman des Gesellschafterausschusses der Joh. A. Benckiser SARL, Luxemburg, Mitglied des Boards der HSBC Holding, London, Mitglied des Aufsichtsrates der Osram Licht AG sowie Mitglied des Boards der Coty Inc., New York. Joachim Faber ist seit 2006 Mitglied des Aufsichtsrats der ESMT und seit 2013 Mitglied des Verwaltungsrats des Wittelsbacher Ausgleichsfonds. Er war langjähriges Mitglied  im Rat für Nachhaltige Entwicklung der Bundesregierung und Mitglied der Regierungskommission Deutscher Corporate Governance Kodex.
Seit seinem Ausscheiden aus dem aktiven Berufsleben 2011 betätigt er sich als Investor in verschiedenen Start-ups- und Innovationsinitiativen.